# 金衢特委旧址
金衢特委旧址，位于中华人民共和国浙江省金华市兰溪市云山街道天福山社区木桥巷1号。
2005年11月3日，金衢特委旧址公布为第五批兰溪市文物保护单位，属于重要史迹，编号5-26。